# PreZero Grand Prix PLS 2022
PreZero Grand Prix PLS 2022 – 3. edycja letniego turnieju w piłce siatkowej zorganizowana przez Polską Ligę Siatkówki dla męskich i kobiecych klubów uczestniczących w PlusLidze, Tauron Lidze oraz I lidze.
Zawody rozgrywane były w dwóch miejscowościach. Rozgrywki kobiece miały miejsce w Warszawie natomiast męskie w Krakowie.
Turniej rozgrywany był w formule tzw. brazylijskiej. Drużyny liczyły cztery osoby.

## Turniej kobiet

### Eliminacje
- drużyna odpadła z turnieju
  - awans do kolejnej fazy turnieju
| Data       | Drużyna 1                       | Wynik | Drużyna 2                         | 1     | 2     | 3     | 4 | 5 | *      |
| ---------- | ------------------------------- | ----- | --------------------------------- | ----- | ----- | ----- | - | - | ------ |
| 22.08.2022 | Ił Capital Legionovia Legionowo | 1:2   | #Volley Wrocław                   | 25:18 | 17:25 | 15:17 |   |   | raport |
| 22.08.2022 | LOS Nowy Dwór Mazowiecki        | 2:1   | Polskie Przetwory Pałac Bydgoszcz | 25:18 | 20:25 | 17:15 |   |   | raport |
| 22.08.2022 | -                               | 0:2   | Trans-Ann Płomień Sosnowiec       | 0:25  | 0:25  |       |   |   | raport |
| 22.08.2022 | GRUPA AZOTY Chemik Police       | 2:0   | BKS BOSTIK Bielsko-Biała          | 25:20 | 25:9  |       |   |   | raport |
| 22.08.2022 | E.LECLERC MOYA Radomka Radom    | 0:2   | Energa MKS Kalisz                 | 25:27 | 20:25 |       |   |   | raport |
| 22.08.2022 | Grot Budowlani Łódź             | 2:1   | UNI Opole                         | 26:24 | 16:25 | 15:11 |   |   | raport |
| 22.08.2022 | Roleski Grupa Azoty Tarnów      | 2:1   | Developres BELLA DOLINA Rzeszów   | 20:25 | 25:14 | 15:10 |   |   | raport |
| 22.08.2022 | SAN-Pajda Jarosław              | 0:2   | ŁKS Commercecon Łódź              | 15:25 | 21:25 |       |   |   | raport |

| Data       | Drużyna 1                       | Wynik | Drużyna 2                         | 1     | 2     | 3     | 4 | 5 | *      |
| ---------- | ------------------------------- | ----- | --------------------------------- | ----- | ----- | ----- | - | - | ------ |
| 23.08.2022 | Ił Capital Legionovia Legionowo | 1:2   | Polskie Przetwory Pałac Bydgoszcz | 17:25 | 25:7  | 8:15  |   |   | raport |
| 23.08.2022 | -                               | 0:2   | BKS BOSTIK Bielsko-Biała          | 0:25  | 0:25  |       |   |   |        |
| 23.08.2022 | E.LECLERC MOYA Radomka Radom    | 0:2   | UNI Opole                         | 14:25 | 15:25 |       |   |   | raport |
| 23.08.2022 | Developres BELLA DOLINA Rzeszów | 1:2   | SAN-Pajda Jarosław                | 25:23 | 13:25 | 14:16 |   |   | raport |
| 23.08.2022 | #Volley Wrocław                 | 2:1   | LOS Nowy Dwór Mazowiecki          | 25:17 | 23:25 | 15:12 |   |   | raport |
| 23.08.2022 | Trans-Ann Płomień Sosnowiec     | 1:2   | GRUPA AZOTY Chemik Police         | 25:23 | 20:25 | 12:15 |   |   | raport |
| 23.08.2022 | Energa MKS Kalisz               | 2:1   | Grot Budowlani Łódź               | 23:25 | 25:18 | 15:10 |   |   | raport |
| 23.08.2022 | Roleski Grupa Azoty Tarnów      | 0:2   | ŁKS Commercecon Łódź              | 24:26 | 23:25 |       |   |   | raport |

| Data       | Drużyna 1                         | Wynik | Drużyna 2                         | 1     | 2     | 3     | 4 | 5 | *      |
| ---------- | --------------------------------- | ----- | --------------------------------- | ----- | ----- | ----- | - | - | ------ |
| 24.08.2022 | SAN-Pajda Jarosław                | 1:2   | LOS Nowy Dwór Mazowiecki          | 30:32 | 30:28 | 13:15 |   |   | raport |
| 24.08.2022 | UNI Opole                         | 0:2   | Trans-Ann Płomień Sosnowiec       | 13:25 | 21:25 |       |   |   | raport |
| 24.08.2022 | BKS BOSTIK Bielsko-Biała          | 0:2   | Grot Budowlani Łódź               | 20:25 | 17:25 |       |   |   | raport |
| 24.08.2022 | Polskie Przetwory Pałac Bydgoszcz | 2:0   | Roleski Grupa Azoty Tarnów        | 25:23 | 25:12 |       |   |   | raport |
| 24.08.2022 | #Volley Wrocław                   | 1:2   | GRUPA AZOTY Chemik Police         | 13:25 | 25:15 | 10:15 |   |   | raport |
| 24.08.2022 | Energa MKS Kalisz                 | 2:1   | ŁKS Commercecon Łódź              | 25:17 | 22:25 | 16:14 |   |   | raport |
| 24.08.2022 | LOS Nowy Dwór Mazowiecki          | 0:2   | Trans-Ann Płomień Sosnowiec       | 12:25 | 19:25 |       |   |   | raport |
| 24.08.2022 | Grot Budowlani Łódź               | 1:2   | Polskie Przetwory Pałac Bydgoszcz | 20:25 | 25:20 | 12:15 |   |   | raport |

| Data       | Drużyna 1                         | Wynik | Drużyna 2            | 1     | 2     | 3 | 4 | 5 | *      |
| ---------- | --------------------------------- | ----- | -------------------- | ----- | ----- | - | - | - | ------ |
| 25.08.2022 | Trans-Ann Płomień Sosnowiec       | 2:0   | ŁKS Commercecon Łódź | 25:27 | 26:24 |   |   |   | raport |
| 25.08.2022 | Polskie Przetwory Pałac Bydgoszcz | 0:2   | #Volley Wrocław      | 20:25 | 22:25 |   |   |   | raport |

### Półfinały
| Data       | Drużyna 1                 | Wynik | Drużyna 2                   | 1     | 2     | 3    | 4 | 5 | *      |
| ---------- | ------------------------- | ----- | --------------------------- | ----- | ----- | ---- | - | - | ------ |
| 25.08.2022 | GRUPA AZOTY Chemik Police | 2:1   | Trans-Ann Płomień Sosnowiec | 25:14 | 23:25 | 15:9 |   |   | raport |
| 25.08.2022 | Energa MKS Kalisz         | 0:2   | #Volley Wrocław             | 8:25  | 16:25 |      |   |   | raport |

### Mecz o 3. miejsce
| Data       | Drużyna 1                   | Wynik | Drużyna 2         | 1     | 2     | 3    | 4 | 5 | *      |
| ---------- | --------------------------- | ----- | ----------------- | ----- | ----- | ---- | - | - | ------ |
| 25.08.2022 | Trans-Ann Płomień Sosnowiec | 1:2   | Energa MKS Kalisz | 21:25 | 26:24 | 9:15 |   |   | raport |

### Finał
| Data       | Drużyna 1                 | Wynik | Drużyna 2       | 1     | 2     | 3    | 4 | 5 | *      |
| ---------- | ------------------------- | ----- | --------------- | ----- | ----- | ---- | - | - | ------ |
| 25.08.2022 | GRUPA AZOTY Chemik Police | 1:2   | #Volley Wrocław | 16:25 | 25:17 | 9:15 |   |   | raport |

MVP turnieju została Magdalena Saad.

## Turniej mężczyzn

### Eliminacje
- drużyna odpadła z turnieju
  - awans do kolejnej fazy turnieju
| Data       | Drużyna 1                          | Wynik | Drużyna 2                  | 1     | 2     | 3     | 4 | 5 | *      |
| ---------- | ---------------------------------- | ----- | -------------------------- | ----- | ----- | ----- | - | - | ------ |
| 11.08.2022 | Cuprum Lubin                       | 1:2   | Projekt Warszawa           | 25:23 | 22:25 | 8:15  |   |   | raport |
| 11.08.2022 | Trefl Royal Seafood Gdańsk         | 0:2   | LUK Lublin                 | 15:25 | 19:25 |       |   |   | raport |
| 11.08.2022 | Ślepsk Malow Suwałki               | 2:1   | PGE Skra Bełchatów         | 25:19 | 23:25 | 15:10 |   |   | raport |
| 11.08.2022 | GKS Katowice                       | 2:0   | Cerrad Enea Czarni Radom   | 25:17 | 25:22 |       |   |   | raport |
| 11.08.2022 | Indykpol AZS Olsztyn               | 0:2   | Aluron CMC Warta Zawiercie | 18:25 | 19:25 |       |   |   | raport |
| 11.08.2022 | BBTS Bielsko-Biała                 | 2:0   | Asseco Resovia Rzeszów     | 25:23 | 25:23 |       |   |   | raport |
| 11.08.2022 | Grupa Azoty ZAKSA Kędzierzyn-Koźle | 2:0   | Barkom-Każany Lwów         | 25:21 | 25:22 |       |   |   | raport |
| 11.08.2022 | Jastrzębski Węgiel                 | 0:2   | Stal Nysa                  | 22:25 | 21:25 |       |   |   | raport |

| Data       | Drużyna 1                          | Wynik | Drużyna 2                  | 1     | 2     | 3 | 4 | 5 | *      |
| ---------- | ---------------------------------- | ----- | -------------------------- | ----- | ----- | - | - | - | ------ |
| 12.08.2022 | Cuprum Lubin                       | 2:0   | Trefl Royal Seafood Gdańsk | 25:17 | 25:17 |   |   |   | raport |
| 12.08.2022 | PGE Skra Bełchatów                 | 2:0   | Cerrad Enea Czarni Radom   | 30:28 | 25:22 |   |   |   | raport |
| 12.08.2022 | Indykpol AZS Olsztyn               | 2:0   | Asseco Resovia Rzeszów     | 25:22 | 25:18 |   |   |   | raport |
| 12.08.2022 | Barkom-Każany Lwów                 | 0:2   | Jastrzębski Węgiel         | 23:25 | 16:25 |   |   |   | raport |
| 12.08.2022 | Projekt Warszawa                   | 0:2   | LUK Lublin                 | 22:25 | 18:25 |   |   |   | raport |
| 12.08.2022 | Ślepsk Malow Suwałki               | 2:0   | GKS Katowice               | 25:21 | 25:16 |   |   |   | raport |
| 12.08.2022 | Aluron CMC Warta Zawiercie         | 2:0   | BBTS Bielsko-Biała         | 30:28 | 25:13 |   |   |   | raport |
| 12.08.2022 | Grupa Azoty ZAKSA Kędzierzyn-Koźle | 0:2   | Stal Nysa                  | 20:25 | 14:25 |   |   |   | raport |

| Data       | Drużyna 1                  | Wynik | Drużyna 2                          | 1     | 2     | 3     | 4 | 5 | *      |
| ---------- | -------------------------- | ----- | ---------------------------------- | ----- | ----- | ----- | - | - | ------ |
| 13.08.2022 | Jastrzębski Węgiel         | 0:2   | Projekt Warszawa                   | 20:25 | 22:25 |       |   |   | raport |
| 13.08.2022 | Indykpol AZS Olsztyn       | 0:2   | GKS Katowice                       | 21:25 | 19:25 |       |   |   | raport |
| 13.08.2022 | PGE Skra Bełchatów         | 2:0   | BBTS Bielsko-Biała                 | 25:21 | 25:17 |       |   |   | raport |
| 13.08.2022 | Cuprum Lubin               | 2:1   | Grupa Azoty ZAKSA Kędzierzyn-Koźle | 23:25 | 25:20 | 15:10 |   |   | raport |
| 13.08.2022 | LUK Lublin                 | 2:0   | Ślepsk Malow Suwałki               | 25:17 | 25:23 |       |   |   | raport |
| 13.08.2022 | Aluron CMC Warta Zawiercie | 0:2   | Stal Nysa                          | 21:25 | 17:25 |       |   |   | raport |
| 13.08.2022 | Projekt Warszawa           | 2:1   | GKS Katowice                       | 25:14 | 19:25 | 15:4  |   |   | raport |
| 13.08.2022 | PGE Skra Bełchatów         | 1:2   | Cuprum Lubin                       | 21:25 | 25:22 | 11:15 |   |   | raport |

| Data       | Drużyna 1        | Wynik | Drużyna 2                  | 1     | 2     | 3     | 4 | 5 | *      |
| ---------- | ---------------- | ----- | -------------------------- | ----- | ----- | ----- | - | - | ------ |
| 14.08.2022 | Projekt Warszawa | 2:1   | Aluron CMC Warta Zawiercie | 25:14 | 19:25 | 15:13 |   |   | raport |
| 14.08.2022 | Cuprum Lubin     | 2:1   | Ślepsk Malow Suwałki       | 22:25 | 25:22 | 15:11 |   |   | raport |

### Półfinały
| Data       | Drużyna 1  | Wynik | Drużyna 2        | 1     | 2     | 3     | 4 | 5 | *      |
| ---------- | ---------- | ----- | ---------------- | ----- | ----- | ----- | - | - | ------ |
| 14.08.2022 | LUK Lublin | 2:1   | Projekt Warszawa | 17:25 | 34:32 | 15:12 |   |   | raport |
| 14.08.2022 | Stal Nysa  | 2:0   | Cuprum Lubin     | 29:27 | 25:22 |       |   |   | raport |

### Mecz o 3. miejsce
| Data       | Drużyna 1        | Wynik | Drużyna 2    | 1     | 2     | 3     | 4 | 5 | *      |
| ---------- | ---------------- | ----- | ------------ | ----- | ----- | ----- | - | - | ------ |
| 14.08.2022 | Projekt Warszawa | 1:2   | Cuprum Lubin | 21:25 | 26:24 | 12:15 |   |   | raport |

### Finał
| Data       | Drużyna 1  | Wynik | Drużyna 2 | 1     | 2     | 3 | 4 | 5 | *      |
| ---------- | ---------- | ----- | --------- | ----- | ----- | - | - | - | ------ |
| 14.08.2022 | LUK Lublin | 2:0   | Stal Nysa | 25:19 | 25:11 |   |   |   | raport |

MVP turnieju został Wojciech Włodarczyk.